# Podeus

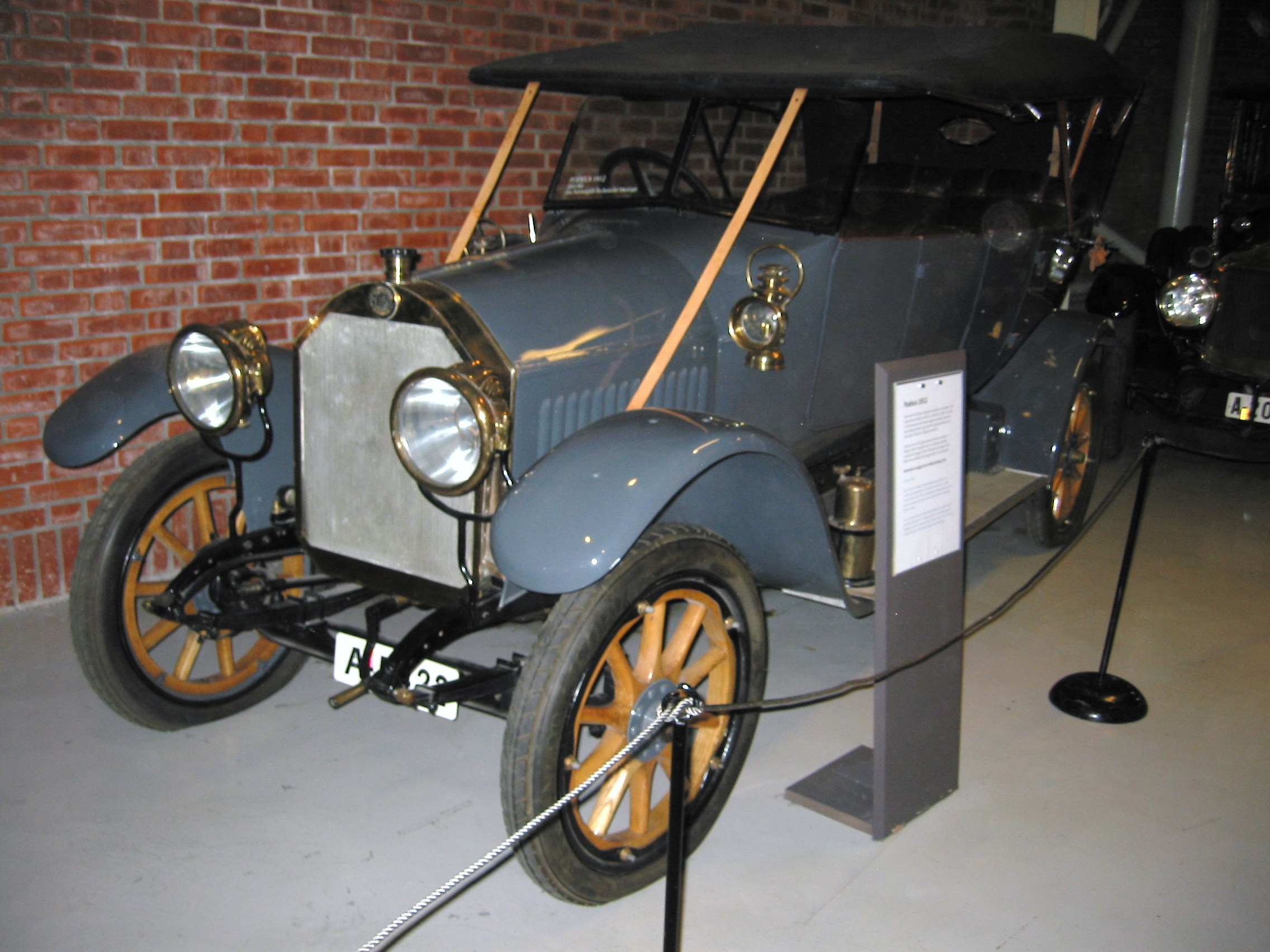
Podeus Automobil von 1912

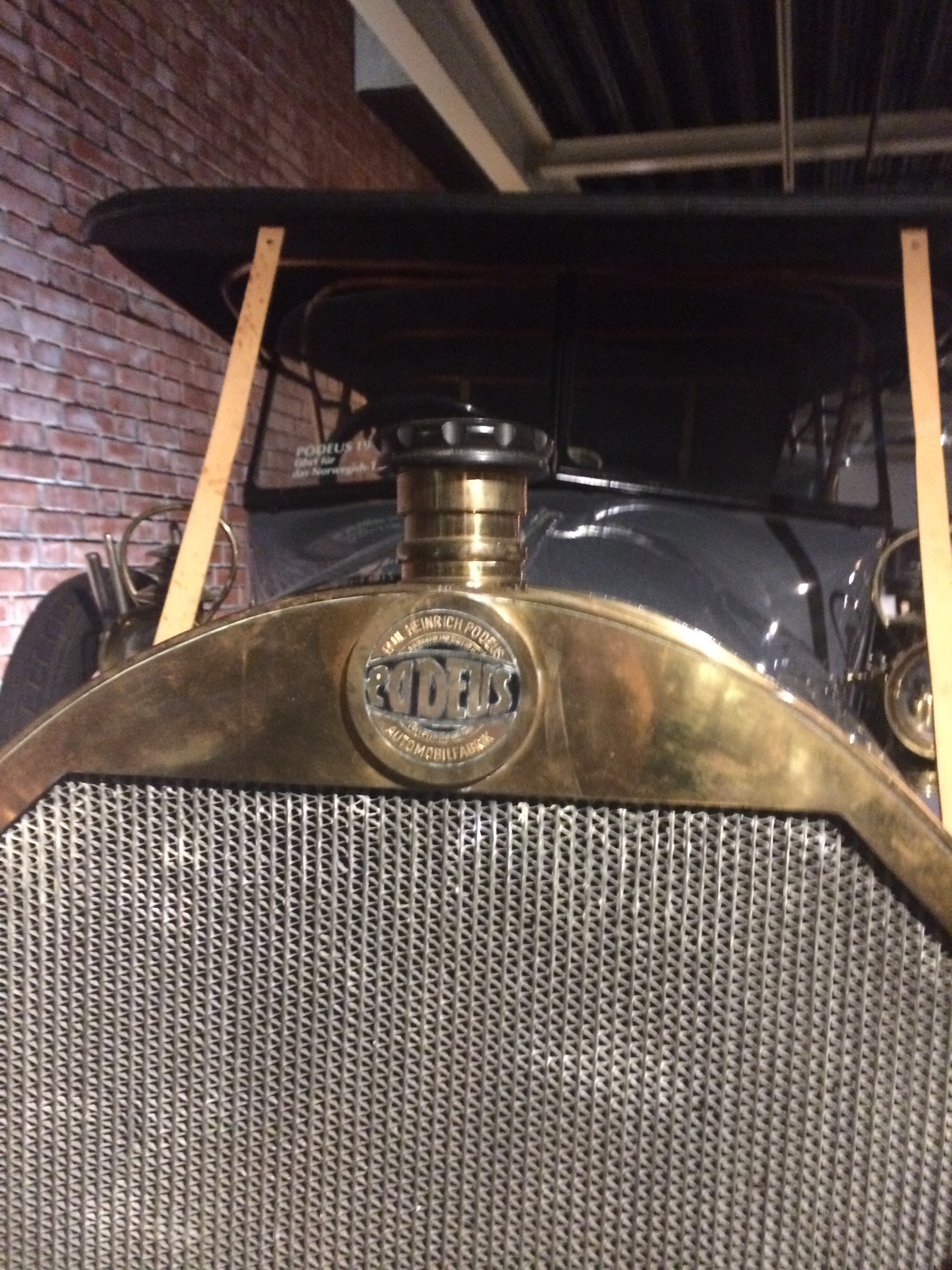
Emblem am Kühlergrill

Podeus war ein traditionsreiches Unternehmen in der Hansestadt Wismar, das von 1870 bis 1932 über drei Generationen in Familienbesitz war.

## Podeus
Der Name Podeus steht als Synonym für mehrere Unternehmen, Werke, Abteilungen, Produkte, Schiffe und Familienmitglieder. Der Familienname Podeus ist in Warnemünde seit dem frühen 18. Jahrhundert bekannt. Die Etymologie des Namens ist unbekannt.

## Unternehmensgeschichte
Firmengründer war Kapitän und Großhändler Heinrich Podeus. Nach seinem Tod 1905 traten seine Söhne Heinrich Jacob Gottfried Podeus (* 9. März 1863 in Wismar – † 23. November 1924 in Wismar) und Paul Ernst Heinrich Ludwig Podeus (* 29. September 1869 in Wismar – † 28. November 1926 in Wismar) die Nachfolge an.
1870 gründete Heinrich Podeus d. Ä. in Wismar eine Kohlen- und Holzhandlung mit umfangreichem Importgeschäft und Zweigniederlassungen in Rostock (ab 1886) sowie in Schwerin (1887–1895). Sämtliche Unternehmen von Podeus wurden als Einzelunternehmen geführt. Bei der 1850 von Schulze & Kalderach gegründeten Eisengießerei, die 1853 von Friedrich Crull als F. Crull & Co. Eisengießerei mit Maschinenbau weitergeführt wurde, übernahm er 1879 die Geschäftsführung und ließ dort ab 1892 Schiffsaggregate herstellen. 1883 gründete Podeus eine Dampfschiffreederei, die ab 1893 wesentlich erweitert wurde. Ein Säge- und Hobelwerk wurde ab 1884 aufgebaut. 1894 wurde die Eisengießerei erweitert und modernisiert; sie hatte zu dieser Zeit eine Jahresproduktion von rund 1500 Tonnen Gussmetallerzeugnissen. Von 30 Arbeitern im Jahr 1880 wuchs die Belegschaft auf 160 im Jahr 1892. Weiterhin entstand 1894 in der ehemaligen „Eisengiesserei Krohn“ mit 70 Arbeitern eine „Eisenbahnbauanstalt“, aus der später die Waggonfabrik Wismar wurde. Die Großherzoglich Mecklenburgische Friedrich-Franz-Eisenbahn und die Preußischen Staatseisenbahnen deckten zeitweise den Großteil ihres Bedarfs aus der Waggonfabrik. Bis 1898 hatte die Waggonbauabteilung bereits rund 2.500 Eisenbahnwaggons gefertigt. Die Waggonfabrik wurde 1917 von der Eisenbahn-Verkehrsmittel AG, Berlin (EVA) übernommen.
1886 wurde das Werksgelände von zuvor 17560 m² auf 100.000 m² erweitert; zusätzlich wurden 180 Arbeiter eingestellt. 1889 ließ Podeus auf der Neptunwerft in Rostock das „Stahl-Schrauben-Dampfschiff“ „Herzog Johann Albrecht“ bauen. Anteile dieses und anderer Schiffe verkaufte Podeus über „Antheils-Acte“, die er selbst herausgab. Die Säge- und Hobelwerke verarbeiteten in den 1890er Jahren jährlich rund 100.000 m³ Holz und beschäftigen 200–300 Arbeiter.
1900 betrieb die Reederei sechs, später weitere Schiffe mit angeheuertem Personal. Die „Elise Podeus“ gilt seit 8. Dezember 1900 samt der 14-köpfigen Besatzung und einer Ladung Holz als verschollen. Heinrich Podeus jr. übernahm die Reederei 1903 mit den Frachtern „Georg Mahn“, „Franziska Podeus“, „Wilhelm Behrens“, „Herzog Johann Albrecht“, „Paul Podeus“, „Thomas Leigh“, „Marie Gartz“ und „Mecklenburg“. Die Frachtdampfer „Anna Podeus“ und „Hilde Podeus“ kamen 1908 als Neubauten hinzu, 1910 gefolgt von „Wismar II“ und „Rostock“. Zwischen 1910 und 1914 verkaufte Podeus jr. alle Frachter, um Verlusten vorzubeugen. Das frei gewordene Kapital investierte er in Hafenanlagen und seine Kohlenhandelsgesellschaft.
Paul Heinrich Podeus erweiterte die Maschinenfabrik ab 1908 für den Nutzfahrzeugbau. Konstruktionspläne und Lizenzen für einen Lastwagen erwarb Podeus von der Deutschen Automobil-Construktionsgesellschaft m.b.H.Berlin (DAC), die Oberingenieur Josef Vollmer 1906 gegründet hatte. Auf dem Gelände der Eisengießerei wurde eine Karosseriewerkstatt eingerichtet, um Fahrgestelle mit Lastwagenaufbauten zu versehen. 1909 begann der Serienbau von Lastkraftwagen.
Ab 1910 baute Podeus erste Automobile, die Pläne dazu stammten ebenfalls von der DAC. 1912 entstand auf dem Gelände der Eisengießerei unter der Leitung des Wismarer Architekten Martin Eggert der Neubau für eine Lastwagen- und Personenwagenfabrik, der Firmenbereich wurde in Automobilfabrik Paul Heinrich Podeus umbenannt. Diese Automobilfabrik unterhielt Vertretungen im In- und Ausland, ihre Hauptabsatzgebiete waren nord- und osteuropäische Länder, sie besaß eine moderne Infrastruktur und zahlreiche neue Abteilungen mit insgesamt 400 Arbeitern und Angestellten.
Nach dem Ersten Weltkrieg stellte Podeus den Bau von Lkw und Pkw ein und legte den Schwerpunkt auf Kettenfahrzeuge und landwirtschaftliche Maschinen. Unter dem eingetragenen Markennamen „Raupenschlepper“ wurden die bekanntesten Produkte beworben. 1919 erfolgte die Umfirmierung in Motorpflugfabrik Paul Heinrich Podeus. Die Belegschaft aller Betriebe von Podeus erreichte in den 1920er Jahren einen Stand von über 1.700 Beschäftigten. 1921 wurde die Maschinenfabrik an die Stock-Motorpflug A.-G. (Berlin) verkauft und in eine Aktiengesellschaft umgewandelt.
Heinrich Podeus jr. verstarb am 23. November 1924, sein Bruder Paul Podeus am 28. November 1926. Die Erbengemeinschaft Podeus versuchte 1928 die Reederei wiederzubeleben und erwarb das Schiff „Witte Zee“. Unter Leitung des Schwiegersohns Hans Siemerling bereederte sie es mit dem Schiffsnamen „Heinrich Podeus“. Im November 1928 strandete das Schiff zwischen Zandvoort und Noordwijk. Fast ein Jahr darauf, im August 1929, kam das Schiff wieder frei. 1932 wurde die Reederei Podeus wieder aufgelöst.
Claude Dornier erwarb Mitte 1933 die unter Zwangsverwaltung stehende Maschinenfabrik Podeus, gründete am 1. Dezember 1933 die Dornier Werke Wismar und beschäftigte große Teile der Belegschaft weiter.

## Unternehmensbereiche und Produkte im Überblick
Das Unternehmen führte im Verlauf seines Bestehens etliche Geschäftsbereiche mit unterschiedlichen Ausrichtungen. Bekannt sind die Bereiche Kohlen- und Holzhandel, Holzbearbeitung, Automobil und LKW-Bau, Waggonbau, Reederei und Maschinenbau. Nachfolgend ein Überblick:

### Automobile
Die Fahrzeugentwicklung begann um 1909, ab 1911 wurden Automobile gefertigt. Das erste Modell hatte 9/24 PS mit einem 2,3-Liter-Vierzylindermotor, der eine dreifach gelagerte Kurbelwelle und Seitensteuerung besaß. 1912 folgte ein Pkw mit 10/30 PS und 2,6 Liter Hubraum und 1913 der 7/20 PS mit 2,0 Liter Hubraum. Die Motoren hatten paarweise gegossene Zylinderblöcke, nur der Typ 9/24 besaß einen komplett gegossenen Zylinderblock mit vier Zylindern. Nach Werbematerial des Unternehmens gab es in den 1910er Jahren einen zweisitzigen Phaeton mit 18/24 PS und den viersitzigen „Podeus-Sportphaeton 10/30 PS“. Weiterhin ist ein Modell mit geschlossenem Aufbau bekannt, das die gleiche Basis wie der Sportphaeton hatte.

### Nutzfahrzeuge

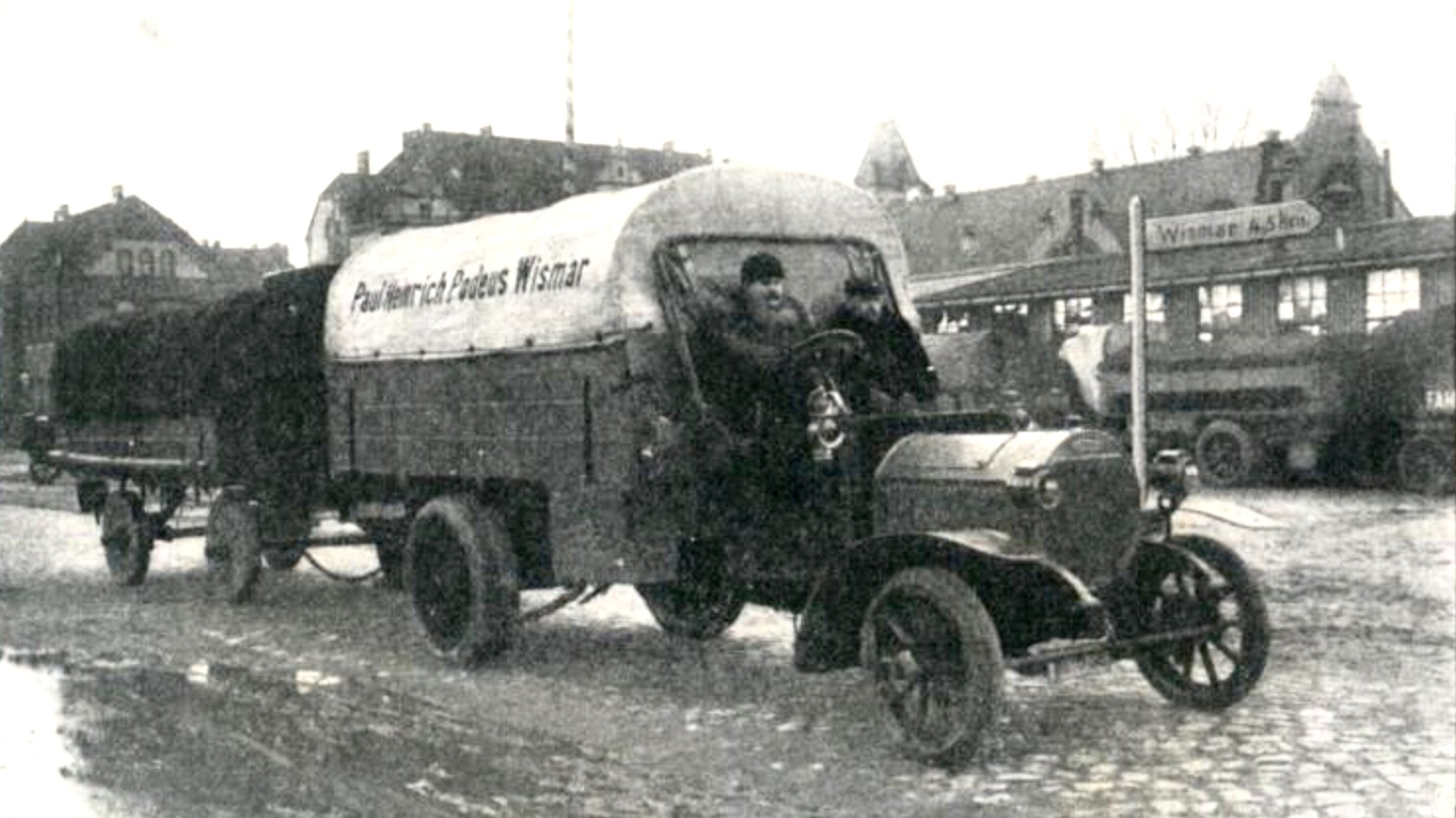
1910: Podeus Dreitonnen-Subventionslastzug mit Vierzylindermotor, Leistung 45 PS

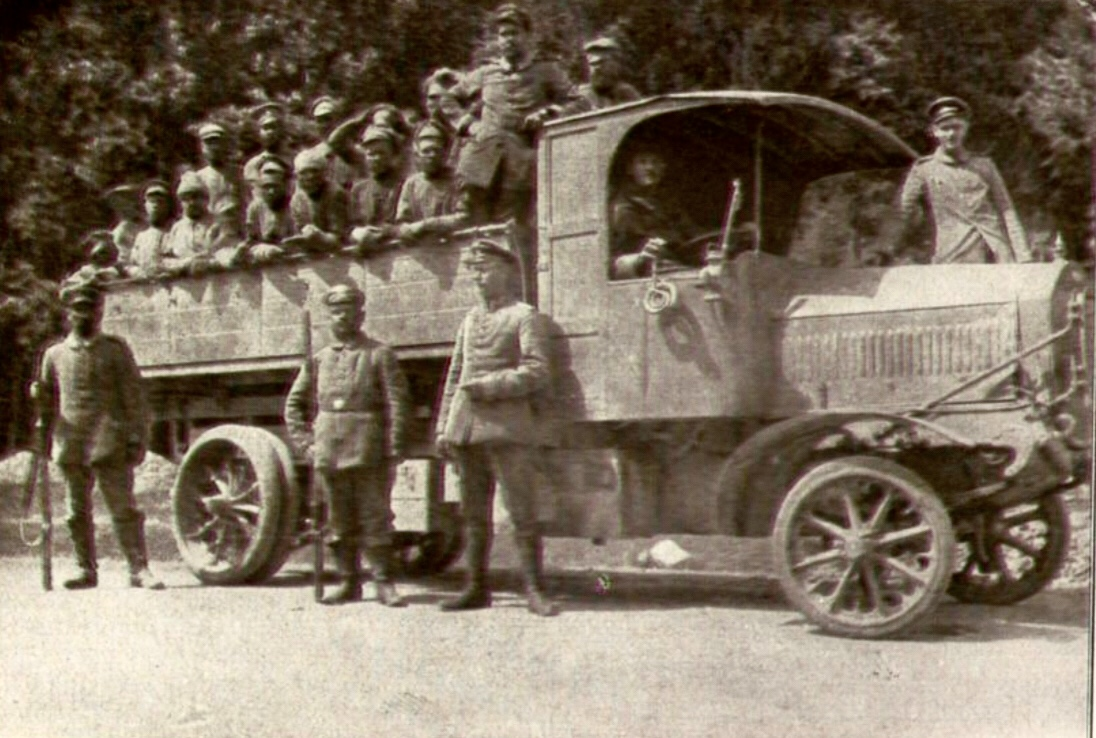
1916: Podeus LKW beim Transport von russischen Gefangenen

Die Nutzfahrzeugentwicklung begann um 1907 und endete mit Einstellung der Lkw-Produktion um 1919. Zwei Lkw-Typen wurden 1910 als Drei- und Fünftonnen-Subventions-Lkw gefertigt. Laut Werksunterlagen von 1910 wurden Lieferwagen mit 18/24 PS, Brauereifahrzeuge und Lastzüge bis 10 Tonnen Nutzlast angeboten.

### Landwirtschaftliche Geräte
Motorpflüge von Podeus gehörten ab 1910 zur Produktpalette. Es gab den großen „80-PS-Podeus-Traktor“, der über drei Meter hoch war. 17 dieser Traktoren wurden 1914 vom Militär bestellt, danach durfte dieser Traktorentyp nicht mehr exportiert werden. Podeus stellte auch Saat- und Drillmaschinen sowie „Kettendüngestreuer“ her, die unter dem eingetragenen Markennamen „Obotrit“ vertrieben wurden.
Raupenschlepper für die Landwirtschaft entstanden nach 1918. Technisch ist zu dem Schlepper bekannt: „Zum Antrieb dieses Raupenschleppers dient ein vierzylindriger Motor eigener Fertigung von 130 mm Bohrung und 155 mm Hub, entsprechend einer Leistung von 45 PS bei 800 Umdrehungen. Drehzahlüberschreitungen verhindert der eingebaute Zentrifugalregler. Zur Übertragung der Motorleistung nach dem Getriebe dient eine normale Konuskupplung. Das Wechselgetriebe weist drei Vorwärtsgänge zu 2,1, 3,85 und 5,8 km/h auf, außerdem einen Rückwärtsgang zu 2,1 km/h. Die Riemenscheibe für den Antrieb der Dreschmaschine usw. sitzt am vorderen Wagenende vor dem Kühler mit der Drehachse in Fahrtrichtung; der Durchmesser beträgt normal 300 mm bei 170 mm Breite, die minütliche Drehzahl liegt zwischen 700 und 800. Die Konstruktion der Raupenkette ist die der am meisten gebräuchlichen Gleiskette, auf welcher sich das Fahrzeug mittels Rollen, die durch zwölf Spiralfedern abgefedert sind, bewegt; auch die Lenkung erfolgt, wie vielfach üblich, durch Abbremsen einer der beiden Raupenketten.“ Die Stock-Motorpflug A.-G. produzierte diese Raupenschlepper nach Übernahme von Podeus im Oktober 1921 in Wismar weiter. 2018 wurde eines der letzten Exemplare des Raupenschleppers wiederentdeckt und zur Restaurierung in ein Museum gebracht.

### Sonstige Betriebsbereiche und Produkte
- Die Produktion von Schienenfahrzeugen begann bei Podeus ab 1894. 1907 wurde daraus die Waggonfabrik Wismar GmbH, die 1911 in eine Aktiengesellschaft umgewandelt wurde. Die Aktienmehrheit blieb bis 1917 bei Familie Podeus.[18]
- Die Reederei betrieb 1900 fünf Schiffe: „Anna Podeus“, „Franziska Podeus“, „Paul Podeus“, „Herzog Johann Albrecht“ und „Wilhelm Behrens“, deren Ertrag über Dividende ausgeschüttet wurde. Im März 1900 lief bei der Neptunwerft Rostock die „Elise Podeus“ vom Stapel und wurde nachfolgend als sechstes Schiff eingesetzt.[19]
- Der Bau von Bootsmotoren wird in der Literatur erwähnt.[20]
- Verschiedene Dampfbetriebene Schiffsmaschinen wurden bei Podeus hergestellt. „Dampf-Steuerapparate“, „Dampf-Ankerwinden“, „Dampf-Gangspills“ und „Dampf-Ladewinden“.[21]